# Стара Вода (притока Гнильця)
Стара Вода (словац. Stará voda) — річка в Словаччині у регіоні Спиш, права притока Гнильця, протікає в окрузі Ґелниця
Довжина — 11.4 км. Витік знаходиться в масиві Воловські гори — на висоті 1130 метрів у геоморфологічному підрозділі Золотий Стіл (Zlatý stôl) — північніше від гори Рамзова (гребінь Скелисько — Білі скелі). Перетинає залізницю Червона Скеля-Маргецани. Протікає територією села Стара Вода.
Впадає у Гнилець на висоті 506 метрів.
Праві притоки
- Білий потік
- Ямінський потік
- Сідловий потік

Ліві притоки
- безіменна притока
- безіменна притока
- Кубівський потік